# Galdogob
Koordinaten: 7° 3′ N, 47° 9′ O

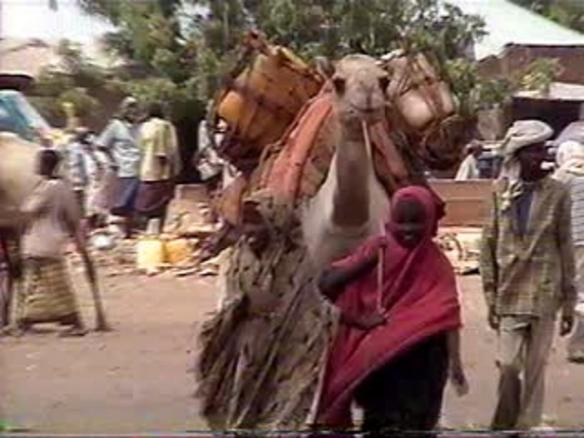
Straßenszene in Galdogob

Galdogob oder Goldogob ist eine Kleinstadt in der Region Mudug in Zentral-Somalia, zwischen Gaalkacyo und der Grenze zur äthiopischen Somali-Region gelegen. Sie ist Hauptort des Distrikts Galdogob.

## Geschichte
1982 geriet Galdogob bei einer Militäroffensive Äthiopiens und der Rebellenorganisation Somalische Demokratische Erlösungsfront (SSDF) gegen die autoritäre somalische Regierung unter Siad Barre unter die Kontrolle der SSDF.

## Bevölkerung
Ende 2002 hatte Galdogob etwa 20.000–30.000 Einwohner – Städter und Nomaden – und wies ein starkes Wachstum auf. 25–35 % der Stadtbevölkerung waren verarmte Viehzüchter, die infolge einer Dürre 1998/1999 in die Stadt gezogen waren; von 1250 befragten Haushalten waren über 70 % seit 2000 in die Stadt gekommen, der häufigste Grund für den Umzug war (bei 66,3 % der Befragten) die Unsicherheit in anderen Gebieten (siehe Somalischer Bürgerkrieg).
Im ganzen Distrikt waren etwa 5 % der Bevölkerung Städter und 95 % Nomaden, die wirtschaftlich eng mit dem Haud-Gebiet verbunden waren.

## Wirtschaft
Die meisten Bewohner waren für Ernährung und Einkommen von der Viehwirtschaft abhängig. Schätzungsweise 30 % der Bewohner von Galdogob waren von Gelegenheitsarbeit abhängig und hatten keine regelmäßige Einkommensquelle.
Die Wasserversorgung von Galdogob und den umliegenden Dörfern geschieht durch zwei Bohrlöcher im Zentrum der Stadt, die in den 1960ern von der damaligen Water Development Agency gebohrt worden waren, sowie durch saisonale Berkads. 2002 renovierte UNICEF die beiden Bohrlöcher.